# NGC 3285
NGC 3285 és una galàxia espiral barrada situada a uns 200 milions d'anys llum de distància a la constel·lació de l'Hidra Femella. La galàxia va ser descoberta per l'astrònom John Herschel el 24 de març de 1835. NGC 3285 és membre del cúmul d'Hidra.